# Ketanon Ageng
Ketanon Ageng is een bestuurslaag in het regentschap Pekalongan van de provincie Midden-Java, Indonesië. Ketanon Ageng telt 1942 inwoners (volkstelling 2010).